# Szeghalom
Szeghalom város Békés vármegye északi részén, a Szeghalmi járás központja, a Dévaványai-sík keleti peremén (de gyakran említik a Sárrét fővárosaként is).
A 15. század végén mezőváros volt, majd elnéptelenedett. 1711 óta folyamatosan lakott település, 1984 óta város. A Berettyó jobb partján fekszik, innen már csak pár kilométer, ahol a gyönyörű ártéri erdők kíséretében a Sebes-Körös és a Berettyó összefolyik. Ha pedig a folyóknak hátat fordítunk, az Alföld "tengersík" vidékét látjuk. A folyók szabályozásakor levágott kanyarulatok szép kirándulóhelyek és kedvelt horgászparadicsomok. Itt még kis foltokban megtalálható a földrajzi fekvésnek megfelelő flóra és fauna. Az ipar megkímélte a vidéket, csak a földműveléssel kerülhettek vegyszerek a talajba.

## Fekvése
Békés vármegye északi részén, a Berettyó torkolati szakaszánál fekszik, ahol az a Sebes-Körössel egyesül.
Szomszédai: észak felől Füzesgyarmat, kelet felől Csökmő, délkelet felől Újiráz, dél felől Vésztő, délnyugat felől Körösladány, nyugat felől Dévaványa, északnyugat felől pedig Kertészsziget. Közigazgatási területei délkeleten szinte összeérnek Komádi nyugati határával is, így majdhogynem azzal is szomszédosnak tekinthető (bár e két település központjai egymástól légvonalban is közel 20 kilométerre fekszenek).

### Megközelítése
A városon kelet-nyugati irányban végighalad a 47-es főút, így közúton ez a leginkább kézenfekvő megközelítési útvonala Debrecen-Berettyóújfalu és Szeged-Békéscsaba felől is. A környező települések közül Füzesgyarmattal a 4212-es, Vésztővel és Gyulával a 4234-es, Kertészszigettel pedig a 4245-ös út köti össze, ez utóbbi teremt kapcsolatot a város központja és kiterjedt északi tanyavilága között is.
Vasúton a MÁV 127-es számú Körösnagyharsány–Vésztő–Gyoma-vasútvonalán és a 128-as számú Békéscsaba–Kötegyán–Vésztő–Püspökladány-vasútvonalán közelíthető meg. (A két vasútvonal Vésztő és Szeghalom között közös nyomvonalon fut.) Szeghalom vasútállomás a város délnyugati szélén található, közvetlenül a 47-es főút mentén; a szomszédos megállási pontok: a két vonal közös szakaszán Vésztő vasútállomás, a 127-esen a másik irányban Körösladány vasútállomás, a 128-as ellenkező irányában pedig Füzesgyarmatfürdő megállóhely (korábban Füzesgyarmati téglagyár vasútállomás).

## Éghajlata
Szeghalom éghajlatára, mint hazánkra is,  jellemző  a kontinentális éghajlati hatások túlsúlya. A város klímájának vonatkozásában jelentős szerepet játszik az is, hogy a Körös-Sárrét vidék térsége viszonylag közel fekszik az Erdélyi-szigethegységhez. Az évi napsütéses órák száma megközelíti a kétezer órát. A hőmérséklet sokévi átlaga 10,2–10,4 C° körül alakul. A legmelegebb nyári napokban a legmagasabb hőmérsékleti értékek sokévi átlaga 34,3–34,6 C°között található, míg a leghidegebb téli napok legalacsonyabb hőmérsékleti átlaga -19,0 és -18,0 C° közötti. A szélviszonyokat befolyásolja az Erdélyi-szigethegység viszonylagos közelsége, valamint az észak–déli nyitottság.

## Nevének eredete
Két templom van a városban, mindegyiket kiemelkedő "halomra" építették. Az elnevezésben szereplő második tag tehát innen származik. A helytörténetírók arról azonban, hogy melyik halomról is van szó, már nem egyformán vélekednek.
Haan Lajos Békés vármegye hajdana c. könyvében ezt írja: Nevét vette a helység közepén fekvő azon halomtól, melyen gr. d'Orsay magtára áll, s mely hajdan a Körösök kiöntései által annyira körül volt véve, hogy mintegy szegletet képezett. Ma itt található a katolikus templom. A Gesta Hungarorum az elnevezést így magyarázza: "szög, szeglet" értelmű szeg szó a halom meghatározója.
Karácsonyi János Békés vármegye története II. kötetében az elnevezést Barna halomnak értelmezi, mivel a régi magyar nyelvben a szeg szó jelentése barna. Valóban, a város főterén emelkedő halom barna színű. Más feltevés szerint a nevet adó halom a mai Kossuth tér.

## Története

### Kezdetek
A terület mintegy 7 ezer éve lakott hely.[forrás?] Az első írásos emlék az 1067-es keltezésű Zástyi apátság alapítólevele, amely szerint Péter comes az apátságnak adományozta a falut. Kétségtelen, hogy Szeghalom Békés megye legrégibb települése, hiszen már a honfoglalás idején is létezett.
1200 körül Anonymus is ismeri, s elbeszéléséből kitetszik, hogy a Nyírségből Szerepen és Füzesgyarmaton keresztül vonuló út itt olvadt bele a nagyváradi-mezőtúri útba, továbbá, hogy itt a Körösön keresztül valami átkelő hely (rév vagy gázló) volt. Azért írja a Gesta Hungarorum XXVIII. fejezetében, hogy "Tas és Szabolcs vezérek lovasai, a szerepi mocsár irányából jőve Szeghalomnál (Zeguholmu) akartak átkelni a Körösön…", , de Mén-Marót fejedelem katonái őket e szándékukban megakadályozták.
A váradi egyházmegye felosztásakor egy főesperességet róla neveztek el, sőt 1219-ben a megyének körülötte eső területét is »Szeghalm vidékének« írták.
A 13. századi krónikák szerint Szeghalom főesperességi székhely.
1330-ban Csökmő, Iráz és Bökény községekkel egy birtokterületet képzett, s birtokosa ez ideig feltehetőleg a Smaragd-nemzetség volt.
1405-ben Zsigmond király Maróthy Jánosnak ajándékozta, s ő tulajdonolta aztán haláláig, s azért 1418-ban tiltakozott az ellen, hogy Szeghalom határait a szomszédos birtokosok fogsága idejében egy kissé megcsipkedték. Halála után Szeghalom a hozzá tartozó községekkel együtt lányára, Annára, Csáky Ferenc Bihar vármegyei főispán nejére szállt; s ettől kezdve egész 1642-ig mindig a gróf Csáky család tulajdonolta Szeghalomnak zöméét. E család kegyelméből kapta a váradi káptalan még 1492 előtt a falunak mintegy negyedrészét.
A Csáky család Szeghalmot a 15. század végén, de még 1511 előtt mezővárossá tette és számára vámszedő jogot szerzett. A Csákyak tulajdonképen semmiféle hidat nem tartottak fenn, hanem csak Csökmő határában a nagy éren át készítettek egy töltést. A jobbágyoknak egy telt szekér után 8 dénárt, üres szekér után 4 dénárt; egy ökör után egy dénárt, magukért, ha gyalog mentek, egy dénárt, ha lovon, két dénárt kellett fizetniük. 1496-ban már jövedelemforrásként említik a szeghalmi malmot is.
1480-ban említik az innen Cséfányra  vezető utat. 1536-ban pedig azt, hogy Hodos Mihály, Csáky Demeter szeghalmi jobbágya, jelen van Fás és Körös-Ladány határjárásánál, amiből következik, hogy a szeghalmi határ már ez időben lenyúlt Fásig.

### Török kor
Az adófizető kapuk számából ítélve 1552-ben Szeghalmot mintegy 100 család lakta. 1553-ban a budai basa török csapatai felégették az egész községet. Ettől kezdve fele adójukat a töröknek adták. I. Ferdinánd király úgy igyekezett az 1553. évi rombolást enyhíteni, hogy 1554. elejétől az elégett házakban lakó jobbágyokat három évre minden adó alól fölmentette.
Gyula eleste (1566) után Szeghalom egy ideig még fennállt. 1588-ban a tizedszedő összeírása szerint 37 jobbágy- és nyolc zsellércsalád lakta. E családokat Fóris, Kántor, Kún, Mészáros, Molnár, Polgár, Simon, Somogyi, Szeles és Túri nevűeknek hívták.
1598-ban, a Várad ostromától erre felé kalandozó tatársereg teljesen feldúlta, lakosai meghaltak vagy elmenekültek. Ezután egy ideig lakatlan pusztaság volt.
1642-ben Csáky István elzálogosította a területet Nadányi Mihálynak, s aztán ő, részint az ő örökös jobbágyaival, részint szerződéses emberekkel újra benépesítette Szeghalmot. 1686-ban a lakosai újra elmenekültek és csak később tértek vissza.

### 18-19. század
Szeghalom címerének mindmáig fennmaradt legfontosabb motívumai a honfoglaló Barsa nemzetségtől eredő, két egymással szemben úszó hal, már ebben az időben megjelenik és az 1711-es visszatelepülés idején a község önálló pecsétjén is szerepel. A közismert formája a későbbiek során alakul ki, ezen a Nadányiaktól származó két sárkány alak tartja a kékszínű pajzsot a benne úszó halakkal, fölötte koronával.
Az évezredek során a Nagy- és Kis-Sárrét peremén elterülő szárazulat többször benépesült. A végleges letelepülés évszáma 1711, s ezt követően rövidesen Békés után a megye második legnépesebb helysége. A tiszta református népesség 1715-ben templomot és iskolát épített magának. (A mai templom 1784 és 1794 között épült fel.)
A 19. század elejétől, a felvilágosodás és a reformkor hatására, megindult a polgári fejlődés a falu értelmiségének vezetésével. Az 1848–49-es forradalom és szabadságharc küzdelmeiben több mint 200 szeghalmi ifjú vett részt. A 19. század közepétől az első világháború kitöréséig tartó időszak a település életében a civilizációs fejlődést hozta el. Megkezdődött a Sebes-Körös és a Berettyó szabályozása (1854). 1884-ben új épületbe költözött a községháza (D'Orsay-kastély), 1885-ben megnyitotta kapuit a Simay Kisdedóvó. A gazdaság fellendülésében nagyon jelentős szerepet játszott, hogy 1891-ben megindult a közlekedés a Gyoma-Nagyvárad közötti vasútvonalon.

### 20-21. század
Az 1914-ben kirobbant háború ezt a fejlődést derékba törte. A háborús évek, az 1919-es események és Trianon megrázkódtatásai után nagy változást a helyi építkezések és a középfokú oktatás megszervezése hozott. A 20-as években megindult gazdasági, kulturális, egészségügyi fejlődés világosan mutatta, hogy ez az ősi település a várossá fejlődés útjára lépett. Közel két évtized alatt kövesutak, közúti híd, középületek (adóügyi hivatal, posta, járásbíróság stb.), iskolák épültek. 1926-ban, Péter András gazda hagyatékából, megnyitotta kapuit a gimnázium. Az Oncsa lakásépítő programja keretében kialakult az Újtelep. Ekkor jött létre a villanycentrálé, mely egy időben Füzesgyarmatot is ellátta. Ezt a nagyléptű fejlődést az újabb háború közeledése szakítja meg. A hadviselés okozta anyagi károknál sokkal jelentősebb a szellemi értékek elvesztése. A második világháború után Szeghalom életében ugyanazok a történelmi események zajlottak le, mint az ország bármelyik településén, korábbi központi szerepe sok tekintetben elhalványul, nyoma sincs a városias fejlődésnek.
Változást az 1960-as évek hoztak, a vidék iparosításának jelszavával több üzem települt ide. Az 1970-es években kezdődött a lakótelepek építése többszintes épületekkel, s a várossá válás siettetésére számos középület létesült (oktatási, egészségügyi, kulturális és szolgáltató egységek).
1984-ben Szeghalom végre elnyerte a városi rangot, bár – a fejlesztések ellenére – nem voltak még adottak a várossá válás igazi feltételei. Az elkövetkező évek gazdasági nehézségei miatt az előrehaladás újra lassúbb üteművé vált. Főként az infrastruktúra fejlesztésében maradt le a kívánalmaktól a település, ami mind a mai napig kihat a város életére. A rendszerváltás óta ezekből a gondokból néhány már megoldódott (vezetékes gáz, piaccsarnok, szeméttelep korszerűsítése, ivóvízprogram, csatornázás, telefonhálózat, kábeltelevízió, utak, járdák építése).

Napjainkban változások sora járult hozzá a település arculatának kedvező alakulásához, több középületet korszerűsítettek, felújítottak, miközben a vállalkozói szféra is jelentős létesítményekkel gazdagította Szeghalmot. A Sárrét hagyománytisztelő "fővárosa" jelent formáló és jövőt építő törekvései mellett, méltóképpen őrzi, becsüli történelme során szerzett anyagi és szellemi értékeit.

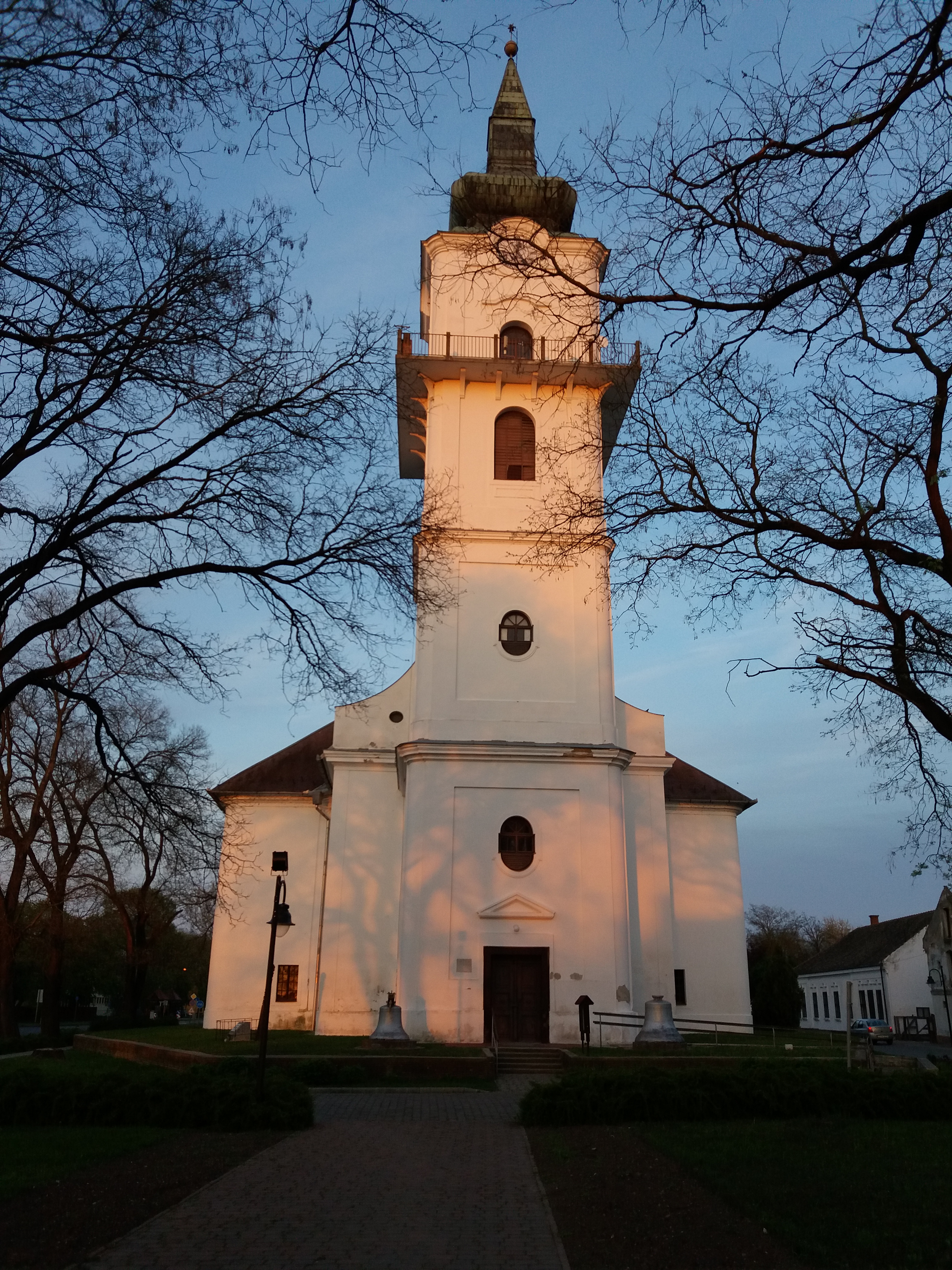
Református templom

## Közélete

### Polgármesterei
| Terminus  | Név            | Jelölő szervezet              | Megjegyzés |
| --------- | -------------- | ----------------------------- | ---------- |
| 1990–1994 | Kovács Imre    | Független Városvédő Egyesület |            |
| 1994–1998 | Kosaras Béla   | MSZP–SZDSZ                    |            |
| 1998–2002 | Kosaras Béla   | MSZP                          |            |
| 2002–2006 | Macsári József | MSZP                          |            |
| 2006–2010 | Macsári József | MSZP–SZDSZ                    |            |
| 2010–2014 | Macsári József | független                     |            |
| 2014–2019 | Macsári József | független                     |            |
| 2019–2024 | Macsári József | független                     |            |
| 2024–     | Macsári József | független                     |            |

## Népesség

### Népességszám
Szeghalom népessége a 19. század végén és a 20. század elején végbemenő erőteljes gazdasági fejlődés hatására ütemesen emelkedett. A növekedés az első világháború és a trianoni elcsatolások hatására bár megtorpant, az 1930-as évektől tovább folytatódott. A második világháborút követően a hagyományos parasztvilág fokozatos felszámolása a társadalmi mobilizációval párhuzamosan a térbeli mobilizációt, az elvándorlást is generálta. A korszak ipari fejlesztései (például a Sárréti Tej üzeme [1969] vagy a Csepel Autógyár gyárrészlege [1971]) viszont sokakat vonzottak a településre, mivel biztos megélhetést nyújtottak. A rendszerváltást követő, elnyúló gazdasági átrendeződés a népesség lassú, majd a 2008-as válság gazdasági következményei gyorsabb ütemű csökkenését eredményezték, részben az elvándorlás, részben a termékenységi értékek csökkenése útján.

### Népcsoportok
2001-ben a város lakosságának 98%-a magyar, 2%-a cigány nemzetiségűnek vallotta magát.
A 2011-es népszámlálás során a lakosok 84,2%-a magyarnak, 3,6% cigánynak, 0,3% németnek mondta magát (15,7% nem nyilatkozott; a kettős identitások miatt a végösszeg nagyobb lehet 100%-nál).
2022-ben a lakosság 91,4%-a vallotta magát magyarnak, 2,6% cigánynak, 0,2% németnek, 0,1% ukránnak, 0,1% szlováknak, 1,5% egyéb, nem hazai nemzetiségűnek (8,4% nem nyilatkozott; a kettős identitások miatt a végösszeg nagyobb lehet 100%-nál).

### Vallás és felekezet
Szeghalom az újkor eleje óta református település volt, mára viszont a lakosság 49%-a nem tartozik vallási közösséghez, felekezethez (23% nem válaszolt a népszámláláson). A vallásos népesség arányán belül 78% református, 19% római katolikus, 3% egyéb vallású.
2011-ben a vallási megoszlás a következő volt: római katolikus 5,8%, református 20,1%, evangélikus 0,3%, felekezeten kívüli 49,6% (23,2% nem nyilatkozott).
2022-ben vallásuk szerint 11,9% volt református, 3,3% római katolikus, 0,1% görög katolikus, 0,7% egyéb keresztény, 0,2% egyéb katolikus, 0,2% evangélikus, 47,4% felekezeten kívüli (35,9% nem válaszolt).

## Külterületek

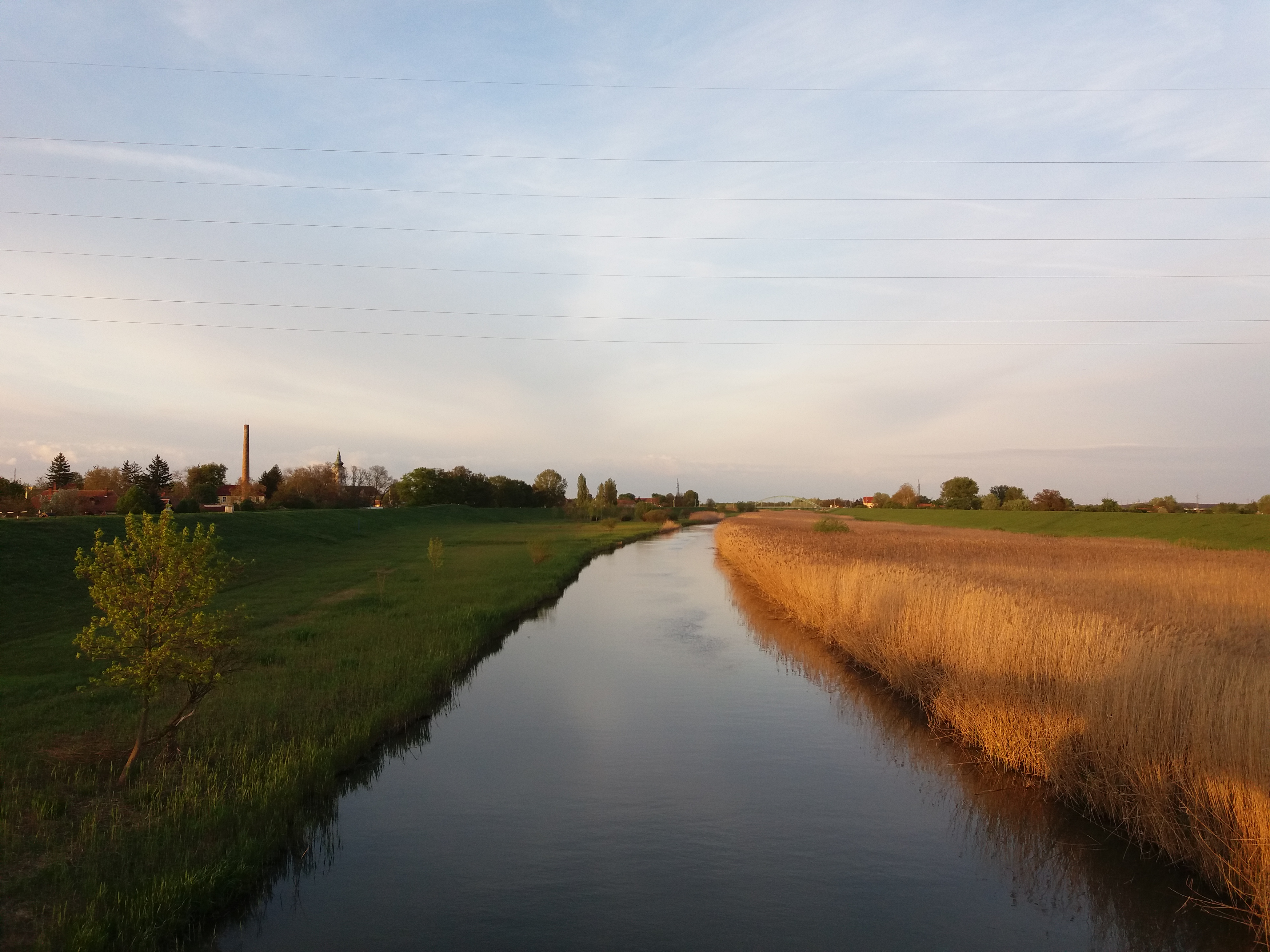
A Berettyó Szeghalom alatt

### Csót (Csolt)
Szeghalomtól délre fekvő puszta, amelyet az 1830-as térképek még Csót laposssa, Csót Ér, Csótlapos néven tüntettek fel. Egykor a Csolt nemzetség birtokja volt, itt állt a nemzetség monostora is. Nevét a Váradi regestrumban 1222-ben említették Cholt néven. Ekkor apátja az oklevelekben tanúként szerepelt. 1271-ben Abraham de Cholth (Csolti Ábrahám) nevű ispán volt említve,  aki a Csolt-nemzetség-ből származó Ábránfiak névadó őse volt, még 1330-ban is Cholth nak írták nevét. Itt állt nemzetség monostora. 1330-ban Ábrahám fia Mortunussal együtt Torda határát járatta meg, mely déli irányban Csolttal volt határos. 1332-ben a pápai tizedjegyzék szerint az apát 15 garas pápai tizedet fizetett.

### Torda
Torda ma Szeghalomtól délkeletre fekvő puszta. Nevét az oklevelek 1221-ben említették "ecclésia Tdan" néven, majd 1323-ban Thorda néven említették az oklevelekben. 1323-ban békési nemes eskütárs nevében szerepelt. 1330 körül határát Károly Róbert király, illetve Geregye Pál országbíró parancsára megjáratták a csolti apáttal és a Smaragd nemzetségbeli Sumrakus fiaival szemben.

## Oktatás

### Péter András Gimnázium és Szigeti Endre Szakképző Iskola
Az iskola Péter András végrendelete szerint 1926-ban valósult meg.
Az Egyetemes Református Konvent engedélyezte a reálgimnázium első osztályának megnyitását.
Az első igazgató, Nagy Miklós irányításával Pásztor József tanár és négy óraadó kezdte meg a tanítást.
1934-ben érettségizett az első osztály. Ekkor a gimnáziumnak 356 tanulója volt.
A gimnázium épülete 1928-ban, a tornaterem 1935-ben, az internátus - a mai kollégium - 1940-ben készült el.
A háború előtti években kiváló tantestület dolgozott a gimnáziumban. A környék kulturális életét irányították, könyveket adtak ki, szerkesztették a helyi hírlapot, tehetséggondozást végeztek.
1942-ben Szigeti István birtokadományából mezőgazdasági középiskola létesült a gimnázium keretei között.
A később önállósult iskolát az adományozó korán elhunyt gyermekéről, Szigeti Endréről nevezték el.
1945-ig 889 tanulót oktatott és nevelt a Péter András Gimnázium.
Ebben az évben Péter András birtokát államosították, de még 3 évig egyházi gimnázium maradt.
Nagy Miklóst 1946-ban kultuszminiszteri államtitkárrá nevezték ki.
Az igazgató dr. Pásztor József, majd Boör Ferenc lett. 1948 nyarán államosították a középiskolát. 1950-ben a politikai hatalom "elvette" a Péter András nevet és Bolyai Farkas nevet "adományozta" a gimnáziumnak.
1951-től 1975-ig Sándor Jenő vezetésével végezte eredményes munkáját a gimnázium tantestülete.
1954-ben leánykollégium létesült a Kárász kastélyban.
1956 októberében a tantestület úgy döntött, hogy a gimnázium kapja vissza a régi nevét. A tantestület akarata csak 1957 novemberében valósult meg.
1966-ban mezőgazdasági gépszerelő szakközépiskolai képzés kezdődött, majd 1978-tól gépi forgácsolás váltotta fel ezt a szakmát.
1975-től 2007-ig Vaszkó Tamás a gimnázium igazgatója. 2007-től Magyar István a gimnázium igazgatója.
A gimnázium alapításának 50. évfordulóján 1976-ban országos ünnepséget rendeztek.
Emlékkönyvben dolgozták fel az elmúlt öt évtized sikereit, küzdelmeit. (Péter András Emlékkönyv).
Az iskola életében fontos szerepe van a hagyományápolásnak. 1984-ben az öregdiákok Nagy Miklósnak, 1986-ban Péter Andrásnak emeltek szobrot az iskola parkjában.
1990-ben Péter András születésének 150. évfordulóján iskolazászlót avattak.
A szaktantermeket kiváló tanáregyéniségekről nevezték el: Fülöp Károly, Jermendy László, dr. Pásztor József, dr. Fényes Imre.
A diákság 20 év óta minden november végén diáknapokkal emlékezik a névadóra.
A tantestület gondozza Sinka István költő irodalmi hagyatékát.
Az utolsó két évtizedben hat alapítványt jegyeztek be a diákok támogatására.
Az iskola jelenlegi szerkezete több átszervezés után alakult ki. 1996-ban kezdődött el a hat évfolyamos gimnáziumi képzés. 2002-ben érettségizik ez a nemzedék.
 Archiválva 2008. március 8-i dátummal a Wayback Machine-ben
 Archiválva 2008. április 2-i dátummal a Wayback Machine-ben

## Nevezetességei

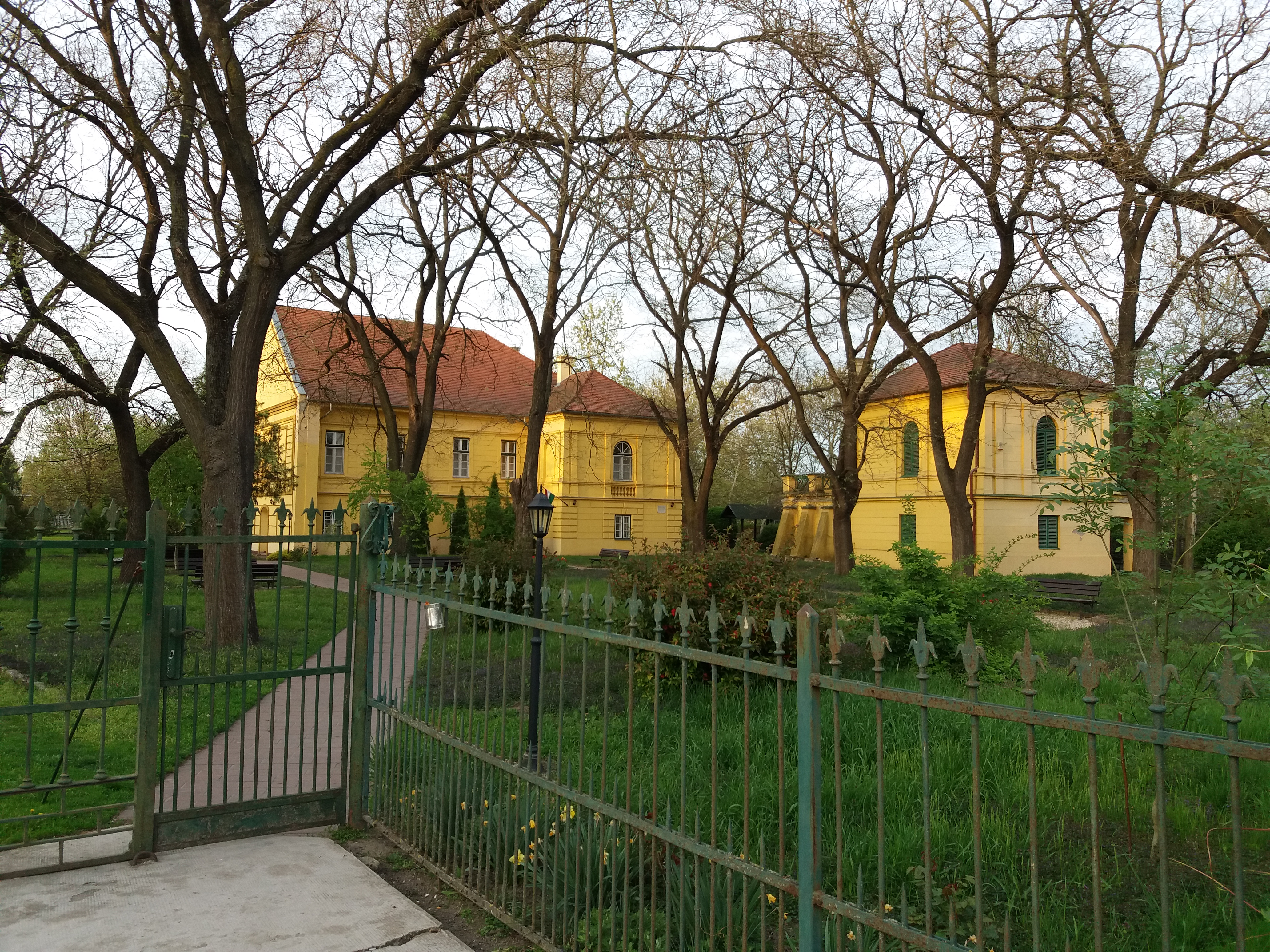
Kárász kastély

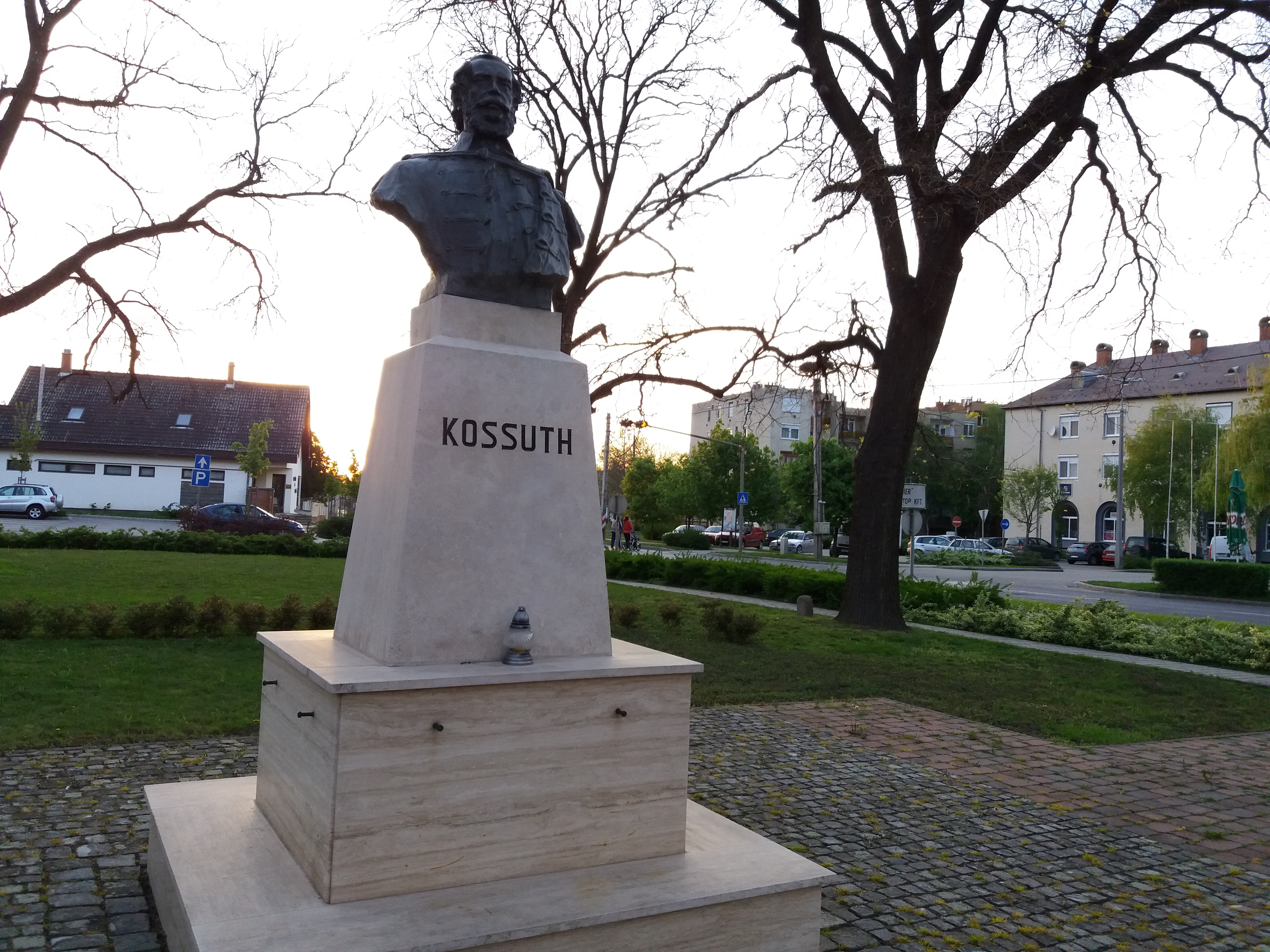
Kossuth Lajos mellszobra a Kossuth-téren

### Műemlékek és műemlék jellegű épületek
- Református templom: középkori templom alapjára épült 1784-ben, késő barokk stílusban. Tornya csak 1794-ben készült. 1827-ben görög kereszt alakúra bővítették. A karzatát tartó pillérek fényeikkel, árnyékaikkal sajátos hangulatot árasztanak. Szószékét 1834-ben helyi mester készítette. 1844-ben a tető és a torony leégett, 1949-ben építették újjá.
- Református presbitérium és magtár
- Régi református iskola
- Lelkészlak: A 19. század elején épült klasszicista stílusban, népi-romantikus homlokzattal. Itt lakott 1933–1945 között Tildy Zoltán, 1946–1948 között köztársasági elnök.
- Római katolikus templom: A mintegy 2,5 m magas mesterséges dombon, barokk stílusban, 1800 körül épült magtárból 1869-ben alakították át a templommá. A templomhoz tartozó fa harangláb 1892-ben készült, a vármegyében egyedülálló gúla formájú, lépcsős fatorony.
- Wenckheim–D’Orsay-kastély: A klasszicista-romantikus kúriát 1800 körül építtette a Wenckheim család. D'Orsay Emil romantikus jegyekkel bővítette az épületet. Az angol szakállas szemöldökpárkányok adják a jellegzetes romantikus díszítést. 1945 után a kastélyt tollraktárként használták. Napjainkban a felújított kastélyban kapott helyet a Nagy Miklós Városi Könyvtár és Sárréti Közérdekű Muzeális Gyűjtemény integrált intézménye. A kastély alatt komoly pincerendszer húzódott, ezekhez több hiedelem is fűződik, melyek szerint az alagút a város másik végén lévő Kárász-kastélyba, más verzió szerint a Sebes-Körös-parti Várhelyig vezet.
- Kárász-kastély : Leánykollégium, volt Kárász-kastély és kerti táncpavilon, klasszicista-neoreneszánsz-eklektikus, épült 1840 körül és 1890 körül. A második világháborúban a bal szárnya és a portikusza elpusztult.
- Péter András Gimnázium: Péter András jómódú gazda 1907-ben 1500 hold földjét a községében létesítendő gimnáziumnak szánta. A gimnázium 1926 óta működik, Lelkes ifjúsága adta ki Sinka István első verseskötetét.
- Simay János polgárház: korábban óvoda, majd múzeum. Ma itt található Túri János magángyűjtő egyenruha-kiállítása.

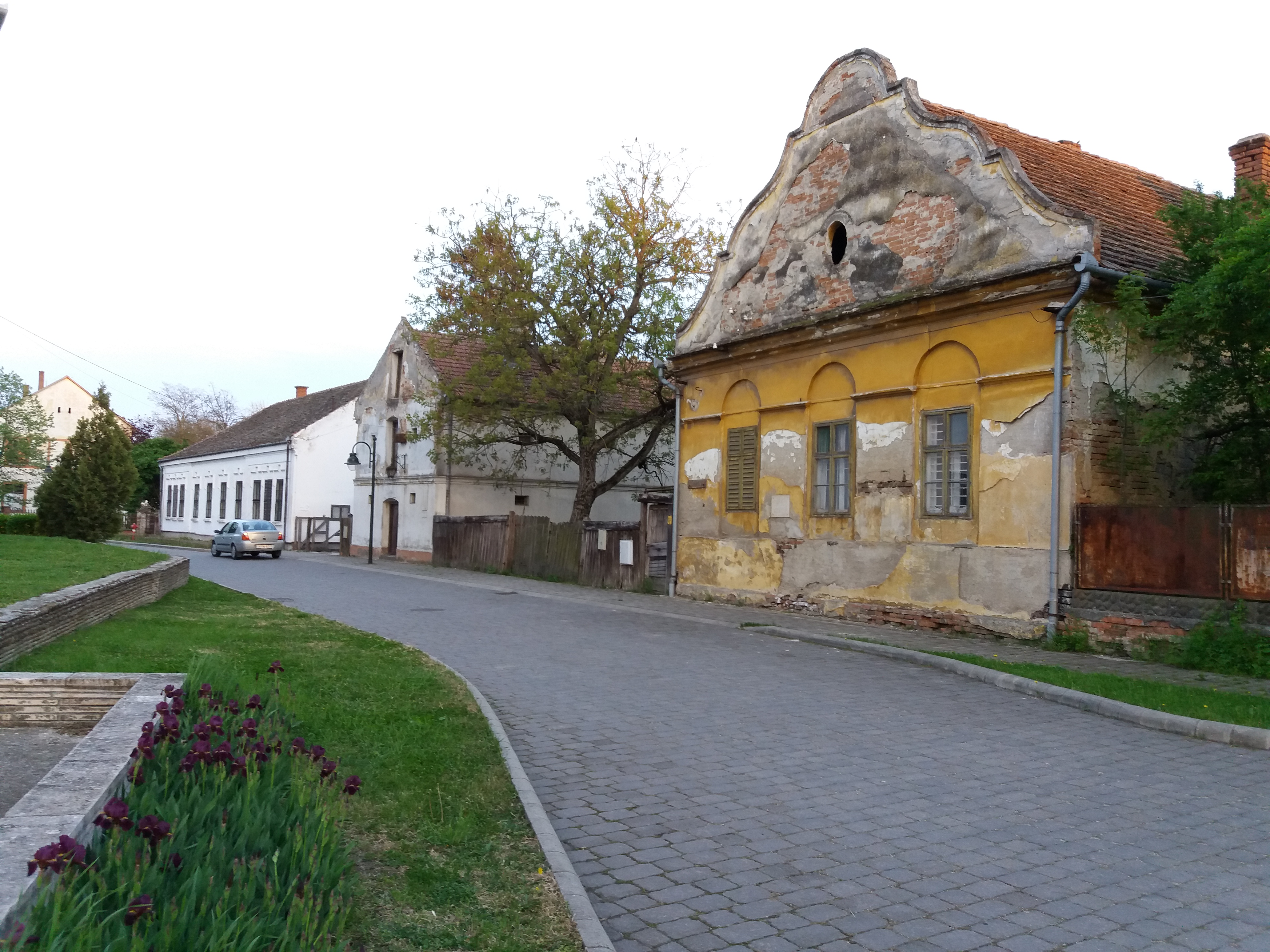
Református presbitérium (elől), magtár (középen) és lelkészlak (hátul)

- Bíróság épülete

### Köztéri szobrok, emlékhelyek
- Kossuth Lajos-szobor (1907): Horvay János alkotása
- Első világháborús emlékmű (1927): Gách István alkotása
- Bőség kosara (1970): Konyorcsik János alkotása
- Sárhajó emlékmű (1971): Dohányos András alkotása
- Térplasztika (1974): Kovács Ferenc alkotása
- Petőfi Sándor mellszobra (1980): Mikus Sándor alkotása
- Felszabadulási emlékmű (1980): Makrisz Agamemnon alkotása
- Kubikos emlékmű (1983) Kiss Kovács Gyula alkotása
- Tildy Zoltán mellszobra (1989): Rajki László alkotása
- II. világháborús építmény (1992): Eleőd Ákos alkotása
- Országzászló emlékmű (1996): Sándor Gyula alkotása
- Szisz Ferenc mellszobra (2006) Elek Imre alkotása
- Zsidó temető, a füzesgyarmati út mellett[18]
- Kunhalmok
- Péter András sírkápolna: Szeghalom–Halas-pusztán található[19]

## Híres szeghalmiak

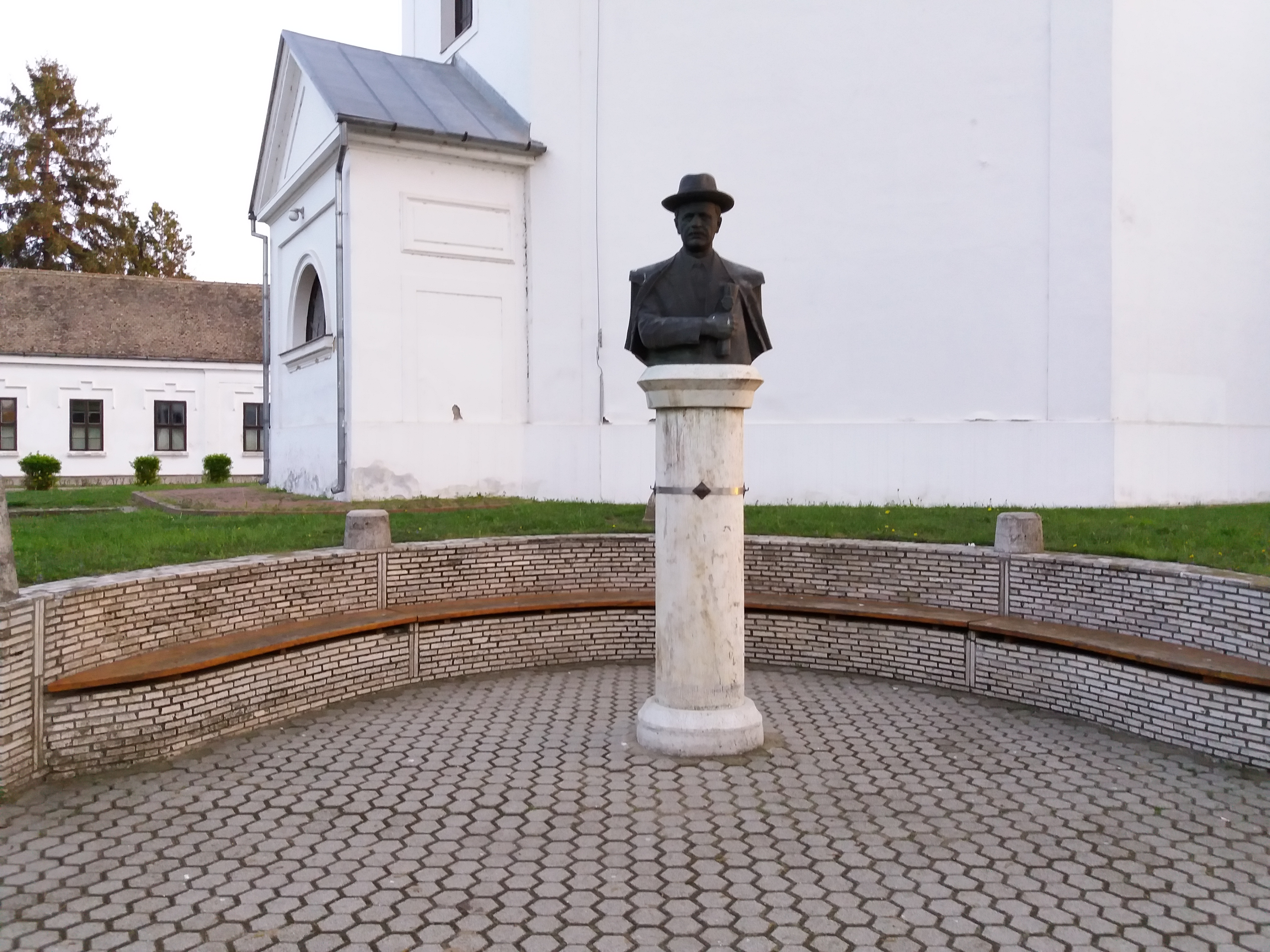
Tildy Zoltán, volt köztársasági elnök, kisgazda politikus és szeghalmi református lelkész mellszobra

### Szeghalom neves szülöttei
- Arató Attila (1930–) állami díjas és Szabó Ervin-emlékérmes könyvtáros, a Hajdú-Bihar Megyei Könyvtár igazgatója
- Bede Lajos gimnáziumi igazgató, tanár (1826–1879)
- Biró Gyula (1989–) színész, bábművész
- Bondár Anna (1997–) U18 junior Európa-bajnok, felnőtt magyar bajnok, ifjúsági olimpikon, hivatásos teniszező
- Boromisza Zsolt (1928–2011) festőművész, grafikus
- Dányi Pál (1940-1991) közgazdász, politikus, az MSZMP Baranya megyei első (és egyben utolsó) titkára, az Állami Számvevőszék tanácsosa.
- Fehér Lajos (1917–1981) politikus, újságíró, miniszterelnök-helyettes (1962–1974)
- Fésüs László (1939–2019) az állatorvos-tudomány doktora (1988), az Állattenyésztési és Takarmányozási Kutatóintézet főigazgatója[20][21][22]
- Gyökössy Endre (1880–1957) konzervatív, majd irredenta szellemiségű író, költő
- Ivánfi Jenő (1863–1922) színész, rendező, a Nemzeti Színház örökös tagja
- Jermendy György (1947–) Batthyány-Strattmann László-díjas osztályvezető főorvos, tudományos igazgató[23]
- Kallus László (1924–1998) magyar karikaturista, grafikus, újságíró
- Kaszás Péter (1946–2024) a Magyar Köztársaság Ezüst Érdemkeresztjével kitüntetett dalszerző, zenész, hangmérnök
- Kovács Gyula (1978–2008) posztumusz hadnagy, a Magyar Honvédség hősi halottja
- Kovács János (1816–1906) tanár, Afrika-utazó
- Magony Szilvia (1981–) többszörös szépségkirálynő, műsorvezető, modell
- Maróthy László (1942–) agrármérnök, politikus, környezetvédelmi és vízügyi miniszter (1987–1989)
- Mező Imre (1932–) zeneszerző, zenei szerkesztő, a Zeneműkiadó Liszt Ferenc-összkiadásának gondozója[24]
- Mező Judit (1933–2017) népzenekutató, bihari és sárréti napdalok gyűjtője[25]
- Mező László (1939–) Kossuth-díjas gordonkaművész, a Bartók vonósnégyes tagja
- Papp Endre (1967–) író, irodalomkritikus, szerkesztő
- Pál Attila (1950–) szülész-nőgyógyász professzor, a Szegedi Nőgyógyászati Klinika igazgatója[26]
- Péter András (1840–1916) földbirtokos, gimnázium-alapító
- Sebes György (1913–1938) kommunista pártmunkás, a spanyol polgárháború halottja
- Sebes István (1906–1966) politikus, külügyminiszter-helyettes (1956–1959), bécsi nagykövet
- Sebes Imre (1910–1964) országgyűlési képviselő, pártmunkás, rendőrezredes, textilmunkás
- Sebes Sándor (1902– 1999) takarékpénztári tisztviselő, politikus
- Sebes László (1905–1945) műszerész, pártmunkás, a Dachaui koncentrációs tábor halottja
- Steinkohl Erika (1974–) színésznő
- Szabó Imre (1877–1928) szociáldemokrata politikus, munkaügyi és népjóléti miniszter (1919), 1920-tól a Népszava kiadója, 1927-től felelős szerkesztője
- Szabó János (1835–1902) református esperes-lelkész, költő (Szabó Magda írónő nagyapja)
- Szisz Ferenc (1873–1944) magyar származású francia autóversenyző, az első Grand Prix verseny győztese
- Ternyák Zoltán (1963–2003) színész
- Tóth László (1957–) festőművész, grafikus
- Váradi Gyöngyi (1919–2006) színésznő
- Vári Juliánna (1967–) festőművész
- Zsila Judit (1965–) színésznő

### Szeghalom neves lakói
- Ángyán János (1768–1843) református lelkész, pedagógiai szakíró
- Bakó Ignác (?–) televíziós személyiség, a Sárrét első rock zenekara, a PAVILON együttes alapítója
- Dapsy Gizella (Nil) (1885–1940) költő, író, óvónő volt Szeghalmon.
- Fényes Imre (1917–1977) elméleti fizikus, egyetemi tanár
- Gulyás György (1916–1993) Liszt Ferenc- és Magyar Örökség díjas karnagy
- Hangyál János (1933–) Eötvös Loránd-díjas olajmérnök, Szeghalmon nevelkedett és tanult
- Kele József (1960–2021) muzeológus, helytörténész
- Koloh Gábor (1987–) történész, egyetemi adjunktus
- Magyari Barna (1965–) Nívó-díjas költő
- Miklya Jenő (1929–2001) tanító, muzeológus, helytörténész
- Nagy Miklós (1893–1975) tanár, gimnáziumi igazgató, vallás- és közoktatásügyi államtitkár (1946–1948)
- Réső Ensel Sándor (1787–1860) ügyvéd, táblabíró, szakíró
- Simai Mihály (1930–) közgazdász, egyetemi tanár, az MTA rendes tagja
- Szeghalmi Gyula (1876–1963) tanító, régész, fényképész
- Tildy Zoltán (1887–1961) református lelkész, köztársasági elnök (1946–1948)
- Tímár Máté (1922–1999) József Attila-díjas író

## Közlekedés
A város a 47-es főközlekedési út mellett helyezkedik el, így Békéscsaba - Szeged, illetve Berettyóújfalu - Debrecen irányban a közúti tömegközlekedés jól megoldott. Helyi, helyközi járatú autóbuszok biztosítják a közúti közlekedést a környező településekkel. A közúti tömegközlekedési feladatokat a Volánbusz látja el. A települést a vasúti fővonalakhoz a Szeghalom - Püspökladány-i, illetve a Szeghalom –- Gyomaendrőd-i ágvonalak kötik be. Vasúton megközelíthető Vésztő, Gyula városa is.

## Sport

### Szeghalmi FC
Szeghalom labdarúgócsapata benne van a megyei első osztályban. A stadion férőhelyeinek száma több mint ötszáz fő.

### Szeghalmi Női Kézilabda
Az 1950-es években kezdődött meg a kézilabdasportág meghonosítása Szeghalmon. A női szakág 1968-ban indult útjára. Az utánpótlásképzés 1975-től szerepel komoly szándékként az egyesület terveiben. Napjainkban 11 különböző korosztályú csapatnak van lehetősége a versenyszerű sportolásra a kisiskolásoktól a felnőttekig.

### Senshi Kyokushin Karate Sportegyesület
Szeghalmon 1993-ban kezdte meg tevékenységét a Senshi Kyokushin Karate Gyermek, Ifjúsági és Szabadidő Sportegyesület, amely hivatalos tagja a Magyar Karate Szervezetnek, a Magyar Kyokushin Karate Szervezetnek, a Békés Megyei Karate és Harcművész Szövetségnek, valamint alapító tagja a Körös-sárréti Civil Szervezetek Szövetségének. Versenyzőik nemzetközi versenyeken értek el helyezéseket, s vannak köztük magyar bajnokok is.

### Szeghalmi Tenisz Egyesület
Jelentős múlttal rendelkezik Szeghalmon a teniszsportág is. A versenyzők jelentős sikereket értek már el.

## Testvérvárosai
- Trasaghis, Olaszország (1997)
- Kalotaszentkirály, Románia (1994)
- Scheibbs, Ausztria